# Церква Архистратига Михаїла (Чорний Потік)
Церква Архистратига Михаїла — дерев'яний храм Надвірнянського благочиння Коломийської єпархії Православної церкви України в селі Чорному Потоці Делятинської громади Надвірнянського району Івано-Франківської области.

## Історія
- 1515 — татарами була спалена перша каплиця в Чорному Потоці.
- 1545 — збудовано нову церкву.
- 1680 — святиня вперше документально згадана.
- 1816 — зведено теперішню дерев'яну церкву гуцульського типу.
- 1827 — майстер Юрій Стефанюк добудував притвори й паламарку.
- 1958—1977 — зроблено розпис іконостасу майстрами зі Львова.
- 1987—1993 — храм наново перемальовано.
- 1997 — з ініціативи настоятеля придбано новий дзвін.
- 2005 — поновлено покриття церкви та дзвіниці.

Кількість парафіян: 1886 — 1.211, 1896 — 1.355, 1906 — 1.519, 1914 — 1.631, 1927 — 1.590, 1938 — 1.900.

## Парохи
- о. Андрій Намісник (1640),
- о. Михаїл Гадінський (1850—1876),
- о. Р. Левицький (1876—1878),
- о. Є. Левицький (1879),
- о. В. Бурачинцький (1883),
- о. Д. Балицький (1887—1894),
- о. Олександр Базилевич (1895—1900),
- о. Антін Кордовський (1901-1906),
- о. Володимир Кунинський (1906—1909),
- о. Андрухович (1907—1909),
- о. Микола Томьо (1909—1915+),
- о. Руденцький (1910),
- о. Петро Попака (1915—1919+),
- о. М. Томич (1925—1932),
- о. Ілля Стогрин (1926),
- о. Захарій Золотий (1928—1930),
- о. Стефан Сохацький (1930—1933),
- о. Дмитро Юліан (1933—[1938]),
- о. Д. Юган (1935),
- о. Й. Процький (1958—1977),
- о. М. Дяк (1977—1987),
- о. М. Юрчук (1987—1993),
- о. В. Малярчук (1993—1995),
- о. Іван Микицей (від 1995).